# IC 4677
IC 4677 ist ein Teil des planetarischer Nebels NGC 6543 im Sternbild Drache.